# Медаль Преподобного Сергия Радонежского
Меда́ль Преподо́бного Се́ргия Ра́донежского — общецерковная награда Русской православной церкви (РПЦ), имеет две степени: золотую и серебряную.
Учреждена Священным синодом РПЦ 26 декабря 1978 года. Определением патриарха Московского и всея Руси Алексия II и Священного синода от 5 октября 1999 года обновлён дизайн медали
Медалью награждаются иерархи Поместных православных церквей, представители инославных Церквей и религиозных объединений за церковные и миротворческие заслуги, государственные и общественные деятели — за плодотворные труды.

## Описание
Медаль выполнена в виде круглого медальона с выпуклым рантом по краю. На лицевой стороне располагается изображение преподобного Сергия Радонежского. По сторонам выбиты даты жизни преподобного Сергия Радонежского: «1314» и «1392». На оборотной стороне находится девиз, выбитый церковнославянским шрифтом: «Смирением возвышаемый», ниже девиза находится номер знака, выше — знак «Софрино» (восьмиконечный крест в круге).
Соединяется с фигурной золоченой колодкой с выпуклым бортиком и тремя выпуклыми плашками с помощью ушка и кольца. Колодка медали покрыта зеленой эмалью. 

## Правила ношения и награждения
При награждении вручается медаль и грамота. При особо торжественных или юбилейных случаях вручения награды на оборотной стороне медали штампуется памятный логотип. Медаль носится на левой стороне груди, при наличии других медалей РПЦ — располагается за медалью Святого благоверного князя Даниила Московского.

## Кавалеры

### 1 степени
- Архимандрит Иероним (Зиновьев)
- 1979 — Митрополит Владимир (Кантарян)
- 1986 — Епископ Ириней (Семко)
- 1988 — Епископ Максим (Дмитриев)
- Маслов Сергей Николаевич, военачальник
- 1997 — Рассолов, Илья Михайлович
- 1998 — Бичевская, Жанна Владимировна
- 2000 — Ушамирский, Алексей Константинович
- 2001 — Шемонаев, Игорь Иванович
- 2002 — Мусат, Борис Ильич
- 2003 — Кинель, Константин Георгиевич
- 2004 — иерей Михаил Таганов
- 2005 — Диянов, Сергей Петрович
- 2005 — Минин, Павел Георгиевич
- 2005 — Патрахин, Сергей Николаевич
- 2009 — Селиванов, Дмитрий Евгеньевич
- 2010 — Гергиев, Валерий Абисалович
- 2010 — Слипенко, Николай Евгеньевич
- 2012 — Ресин, Владимир Иосифович
- Епископ Иринарх (Грезин)
- Архиепископ Константин (Горянов)
- Лескин, Дмитрий Юрьевич
- 2012 — Протодиакон Димитрий Недоступенко

### 2 степени
- Владимир Николаевич Воробьёв
- Архиепископ Гурий (Кузьменко)
- Архиепископ Димитрий (Дроздов)
- Архиепископ Евгений (Решетников)
- Яков Григорьевич Кан
- Ольга Ивановна Ларькина — писатель
- Епископ Константин (Горянов)
- Конь, Роман Михайлович
- 1985 — Епископ Максим (Дмитриев)
- Епископ Михаил (Расковалов)
- Николай Алексеевич Сорокин
- Епископ Тихон